# Kshir
Kshir est un courant stellaire. Il est nommé d'après l'Océan de lait de la mythologie hindoue.